# Potamotrigonídeos
Potamotrigonídeos (Potamotrygonidae) corresponde ao grupo de raias pertencentes exclusivamente aos ambientes dulcícolas. Estas estão divididas em quatro gêneros: Paratrygon, Pleisiotrygon, Potamotrygon e Heliotrygon.
Os potamotrigonídeos, de forma geral, apresentam o corpo deprimido dorso-ventralmente, a boca está localizada na região ventral e os olhos, juntamente com os espiráculos, na região dorsal. Apresentam ventralmente 5 pares de fendas branquiais. Possuem cauda onde se localizam os ferrões (região medial). As nadadeiras peitorais são bem desenvolvidas e estão fundidas com o corpo dando um aspecto discoidal. A distinção sexual nos potamotrigonideos pode ser feita através da presença (machos) ou não (fêmeas) dos clásperes, localizados próximos das nadadeiras pélvicas.
Os peixes pertencentes a família Potamotrygonidae são bentônicos e ovovivíparos.